# Henry D. Flood
Henry De La Warr Flood, född 2 september 1865 i Appomattox County i Virginia, död 8 december 1921 i Washington, D.C., var en amerikansk demokratisk politiker. Han var ledamot av USA:s representanthus från 1901 fram till sin död. Han var morbror till Harry F. Byrd.
Flood studerade vid Washington and Lee University och University of Virginia. Därefter var han verksam som advokat i Appomattox.
År 1901 efterträdde Flood Julian M. Quarles som kongressledamot. Flood avled 1921 i ämbetet och gravsattes i Appomattox. I representanthuset efterträddes han av Henry St. George Tucker III.